# Mirovna masa
Miròvna mása (tudi lástna mása ali invariántna mása) je v posebni teoriji relativnosti pojem, ki je opisoval, kar danes preprosto imenujemo masa. Relativistična masa mr (prej imenovana »masa«, sedaj pa energija) narašča s hitrostjo (v). Mirovna masa m0 je vztrajnostna masa pri v = 0, to pa odgovarja klasičnemu imenovanju mase.
Kadar telo potuje s hitrostjo v relativno na inercialni referenčni sistem, relativistična masa s hitrostjo narašča:
{\displaystyle m_{r}=\gamma m_{0}\!\,.}
Pri tem je {\displaystyle \gamma } Lorentzev faktor:
{\displaystyle \gamma ={1 \over {\sqrt {1-v^{2}/c^{2}}}}\!\,.}
Velja omeniti, da je mirovna masa ena od invariantnih skalarnih količin posebne teorije relativnosti.
Izraza mirovna masa in relativistična masa lahko najdemo v osnovnih učbenikih in poljudnih prikazih relativnosti, študentje fizike pa ju spoznavajo in obravnavajo ločeno. Izraz mirovna masa se posebej rabi, če sistem predstavlja en delec.